# Fulajfil
Fulajfil (arab. فليفل) – wieś w Syrii, w muhafazie Idlib. W 2004 roku liczyła 243 mieszkańców.